# Laviolette (circonscription provinciale)
Pour les autres significations, voir Laviolette.
Circonscription électorale provinciale du Canada
Laviolette est une ancienne circonscription électorale provinciale située dans la région de la Mauricie (Québec). 

## Historique
La circonscription de Laviolette a été créée en 1930. Elle était alors formée d'une partie de la circonscription de Champlain.
Le nom de la circonscription rappelle celui de Laviolette, chargé par Champlain d'établir un poste à Trois-Rivières.
Elle a été remplacée en 2018 par la circonscription de Laviolette–Saint-Maurice.

## Territoire et limites
Depuis la modification de la carte électorale en 2001 (modification qui entra en vigueur le 12 mars 2003, au moment de la dissolution de la trente-sixième législature de l'Assemblée nationale du Québec), la circonscription est définie ainsi :
Elle comprend la majeure partie de la Municipalité régionale de comté (MRC) de Mékinac soit:
- Grandes-Piles
- Hérouxville
- Saint-Adelphe
- Saint-Roch-de-Mékinac
- Saint-Séverin
- Sainte-Thècle
- Saint-Tite
- Trois-Rives

Elle comprend une partie de la nouvelle ville de Shawinigan soit:
- Secteur de Grand-Mère
- Secteur de Sainte-Flore-de-Grand-Mère
- Secteur de Saint-Georges-de-Champlain
- Secteur de Saint-Jean-des-Piles

Elle comprend l'Agglomération de La Tuque soit:
- La Bostonnais
- Lac Édouard
- La Tuque

Elle comprend des territoires non-organisés soit:
- Lac-Boulé
- Lac-Masketsi
- Lac-Normand
- Rivière-de-la-Savane

Elle comprend aussi les réserves attikamekw de:
- Coucoucache
- Obedjiwan
- Wemotaci

## Liste des députés
| Législature                            | Années    | Député      | Député                   | Parti           |
| -------------------------------------- | --------- | ----------- | ------------------------ | --------------- |
| Laviolette Créée depuis Champlain      |           |             |                          |                 |
| 18e                                    | 1931–1935 |             | Joseph-Alphida Crête     | Libéral         |
| 19e                                    | 1935–1936 |             | Charles Romulus Ducharme | ALN             |
| 20e                                    | 1936–1939 |             | Charles Romulus Ducharme | Union nationale |
| 21e                                    | 1939–1944 |             | Edmond Guibord           | Libéral         |
| 22e                                    | 1944–1948 |             | Charles Romulus Ducharme | Union nationale |
| 23e                                    | 1948–1952 |             | Charles Romulus Ducharme | Union nationale |
| 24e                                    | 1952–1956 |             | Charles Romulus Ducharme | Union nationale |
| 25e                                    | 1956–1960 |             | Charles Romulus Ducharme | Union nationale |
| 26e                                    | 1960–1962 |             | Charles Romulus Ducharme | Union nationale |
| 27e                                    | 1962–1966 |             | Charles Romulus Ducharme | Union nationale |
| 28e                                    | 1966–1970 | André Leduc |                          | Union nationale |
| 29e                                    | 1970–1973 |             | Prudent Carpentier       | Libéral         |
| 30e                                    | 1973–1976 |             | Prudent Carpentier       | Libéral         |
| 31e                                    | 1976–1981 |             | Jean-Pierre Jolivet      | Parti québécois |
| 32e                                    | 1981–1985 |             | Jean-Pierre Jolivet      | Parti québécois |
| 33e                                    | 1985–1989 |             | Jean-Pierre Jolivet      | Parti québécois |
| 34e                                    | 1989–1994 |             | Jean-Pierre Jolivet      | Parti québécois |
| 35e                                    | 1994–1998 |             | Jean-Pierre Jolivet      | Parti québécois |
| 36e                                    | 1998–2001 |             | Jean-Pierre Jolivet      | Parti québécois |
| 36e                                    | 2001–2003 |             | Julie Boulet             | Libéral         |
| 37e                                    | 2003–2007 |             | Julie Boulet             | Libéral         |
| 38e                                    | 2007–2008 |             | Julie Boulet             | Libéral         |
| 39e                                    | 2008–2012 |             | Julie Boulet             | Libéral         |
| 40e                                    | 2012–2014 |             | Julie Boulet             | Libéral         |
| 41e                                    | 2014–2018 |             | Julie Boulet             | Libéral         |
| Dissoute dans Laviolette–Saint-Maurice |           |             |                          |                 |

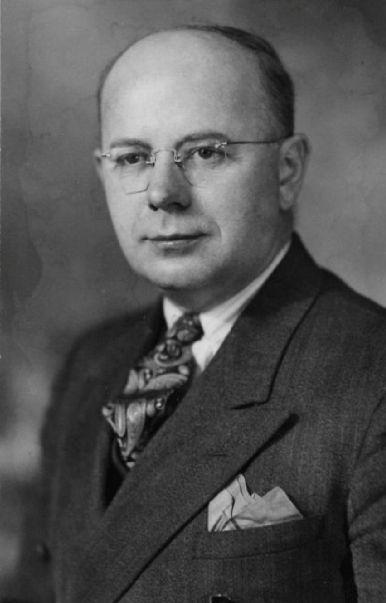
Edmond Guibord est député de Laviolette de 1939 à 1944.
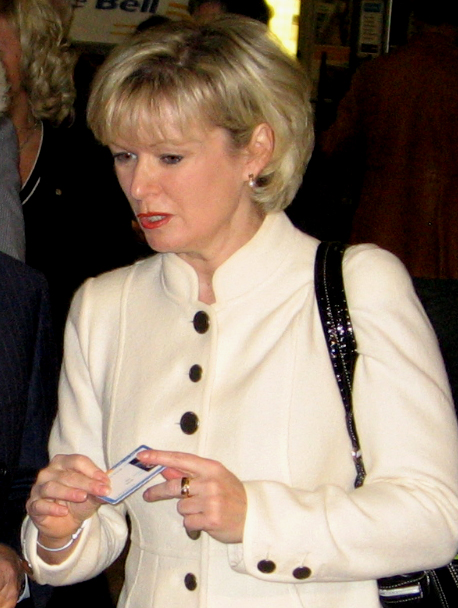
Julie Boulet est député de Laviolette de 2001 à 2018.

## Résultats électoraux
|                                                                                               | Nom                               | Parti              | Nombre de voix | %      | Maj.  |
| --------------------------------------------------------------------------------------------- | --------------------------------- | ------------------ | -------------- | ------ | ----- |
|                                                                                               | Julie Boulet (sortante)           | Libéral            | 12 422         | 52,6 % | 6 930 |
|                                                                                               | André Beaudoin                    | Parti québécois    | 5 492          | 23,2 % | -     |
|                                                                                               | Sylvain Gauthier                  | Coalition avenir   | 4 432          | 18,8 % | -     |
|                                                                                               | Jean-François Dubois              | Québec solidaire   | 1 104          | 4,7 %  | -     |
|                                                                                               | Gabriel-Olivier Clavet-Massicotte | Option nationale   | 124            | 0,5 %  | -     |
|                                                                                               | Jean-Paul Bédard                  | Marxiste-léniniste | 52             | 0,2 %  | -     |
| Total                                                                                         | Total                             | Total              | 23 626         | 100 %  |       |
| Le taux de participation lors de l'élection était de 67,1 % et 385 bulletins ont été rejetés. |                                   |                    |                |        |       |

|                                                                                               | Nom                     | Parti              | Nombre de voix | %      | Maj.  |
| --------------------------------------------------------------------------------------------- | ----------------------- | ------------------ | -------------- | ------ | ----- |
|                                                                                               | Julie Boulet (sortante) | Libéral            | 10 903         | 43,2 % | 3 116 |
|                                                                                               | André Beaudoin          | Parti québécois    | 7 787          | 30,8 % | -     |
|                                                                                               | Sylvain Medzalabenleth  | Coalition avenir   | 4 934          | 19,5 % | -     |
|                                                                                               | Jean-François Dubois    | Québec solidaire   | 951            | 3,8 %  | -     |
|                                                                                               | Gabriel Pelland         | Option nationale   | 492            | 1,9 %  | -     |
|                                                                                               | Jean Marceau            | Indépendant        | 124            | 0,5 %  | -     |
|                                                                                               | Jean-Paul Bédard        | Marxiste-léniniste | 67             | 0,3 %  | -     |
| Total                                                                                         | Total                   | Total              | 25 258         | 100 %  |       |
| Le taux de participation lors de l'élection était de 71,9 % et 462 bulletins ont été rejetés. |                         |                    |                |        |       |

|                                                                                               | Nom                     | Parti               | Nombre de voix | %      | Maj.  |
| --------------------------------------------------------------------------------------------- | ----------------------- | ------------------- | -------------- | ------ | ----- |
|                                                                                               | Julie Boulet (sortante) | Libéral             | 11 645         | 59,1 % | 6 232 |
|                                                                                               | Claude Lessard          | Parti québécois     | 5 413          | 27,5 % | -     |
|                                                                                               | Eric Tapps              | Action démocratique | 2 121          | 10,8 % | -     |
|                                                                                               | Rémi Francoeur          | Québec solidaire    | 516            | 2,6 %  | -     |
| Total                                                                                         | Total                   | Total               | 19 695         | 100 %  |       |
| Le taux de participation lors de l'élection était de 58,5 % et 306 bulletins ont été rejetés. |                         |                     |                |        |       |

|                                                                                               | Nom                     | Parti                 | Nombre de voix | %      | Maj.  |
| --------------------------------------------------------------------------------------------- | ----------------------- | --------------------- | -------------- | ------ | ----- |
|                                                                                               | Julie Boulet (sortante) | Libéral               | 10 100         | 41 %   | 3 274 |
|                                                                                               | Stéphane DeFoy          | Action démocratique   | 6 826          | 27,7 % | -     |
|                                                                                               | Patrick Lahaie          | Parti québécois       | 6 687          | 27,1 % | -     |
|                                                                                               | Pierre Audette          | Vert                  | 494            | 2 %    | -     |
|                                                                                               | Pierrette Doucette      | Québec solidaire      | 468            | 1,9 %  | -     |
|                                                                                               | Josée Lafontaine        | Démocratie chrétienne | 66             | 0,3 %  | -     |
| Total                                                                                         | Total                   | Total                 | 24 641         | 100 %  |       |
| Le taux de participation lors de l'élection était de 72,6 % et 243 bulletins ont été rejetés. |                         |                       |                |        |       |

|                                                                                               | Nom                     | Parti                 | Nombre de voix | %      | Maj.  |
| --------------------------------------------------------------------------------------------- | ----------------------- | --------------------- | -------------- | ------ | ----- |
|                                                                                               | Julie Boulet (sortante) | Libéral               | 12 806         | 52,7 % | 5 076 |
|                                                                                               | Patrick Lahaie          | Parti québécois       | 7 730          | 31,8 % | -     |
|                                                                                               | Sébastien Proulx        | Action démocratique   | 3 453          | 14,2 % | -     |
|                                                                                               | Yves Demers             | UFP                   | 182            | 0,7 %  | -     |
|                                                                                               | Josée Lafontaine        | Démocratie chrétienne | 144            | 0,6 %  | -     |
| Total                                                                                         | Total                   | Total                 | 24 315         | 100 %  |       |
| Le taux de participation lors de l'élection était de 72,2 % et 312 bulletins ont été rejetés. |                         |                       |                |        |       |

## Référendums
|  | Référendum                     | % du OUI | % du NON | Taux de participation |
|  | Référendum de 1980             | 43,31 %  | 56,69 %  | 84,47 %               |
|  | Accord de Charlottetown (1992) | 35,34 %  | 64,66 %  | 79,98 %               |
|  | Référendum de 1995             | 56,75 %  | 43,25 %  | 92,13 %               |